# O’Rourke (Adelsgeschlecht)

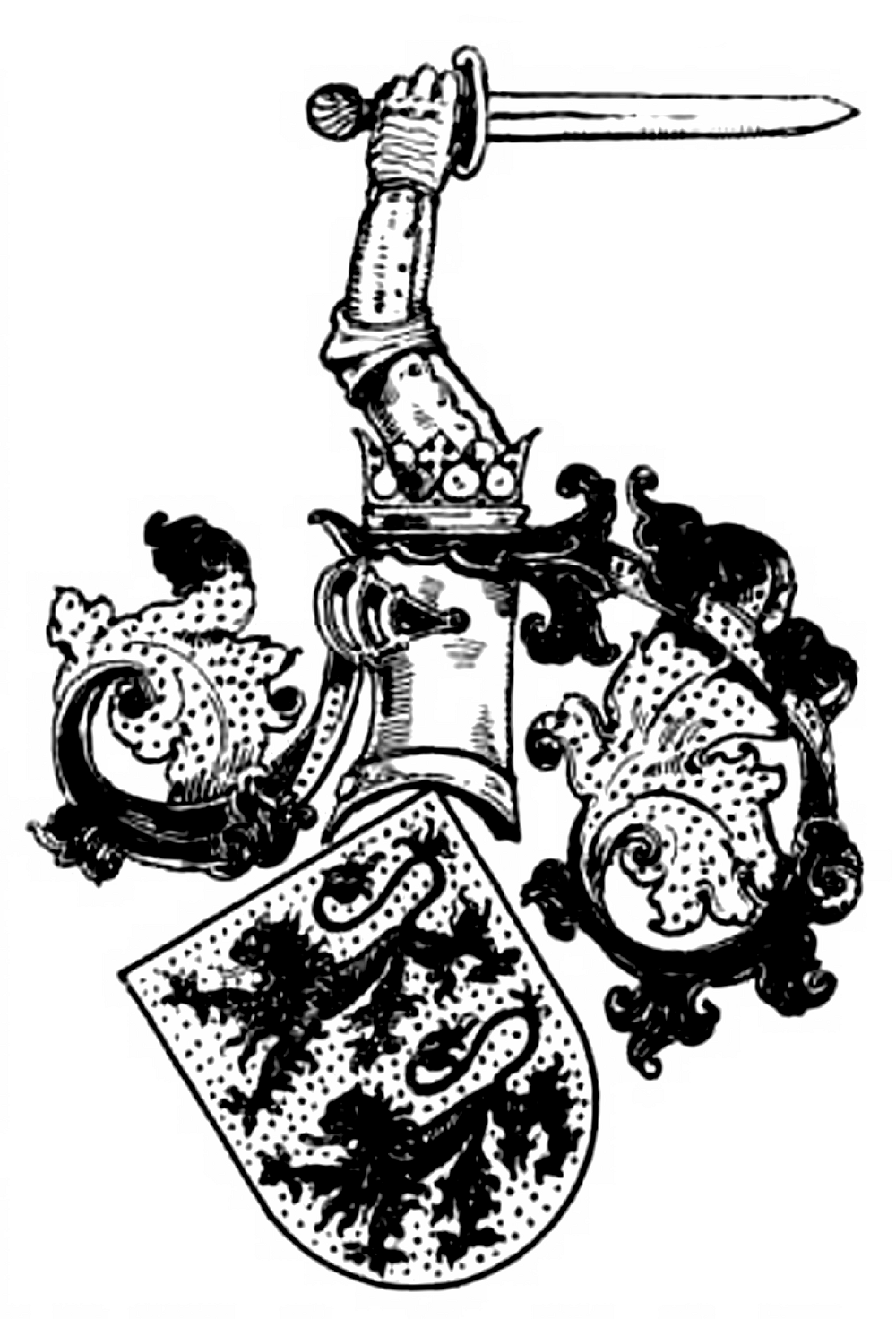
Stammwappen der O’Rourke

O’Rourke (irisch Ó Ruairc oder Ua Ruairc) ist der Familienname eines irischen Adelsgeschlechts, das vom irischen Uradel abstammt. Einige Familienangehörige wanderten zuerst nach Frankreich und Schottland aus und emigrierten später in den baltischen Raum. Die baltische Grafenfamilie breitete sich dann nach Polen, Russland und in Estland aus und stand überwiegend im Dienst der kaiserlich-russischen Armee.

## Geschichte
Die genealogische Geschichte des Stammes O’Rourke führt auf ein uraltes irisches Geschlecht zurück. Der Urvater wird mit dem ersten christlichen König (Clan-Häuptling) Brian von Connacht im 5. Jahrhundert angeführt. Brian soll der Mythologie nach ein Nachkomme in der 51. Generation des iberischen Königs Miled sein, auf den sich alle adligen Geschlechter Irlands berufen. Ein Nachkomme des Clanchefs Brian in der 17. Generation war Ruarc bzw. Ruadharc, ein Name, der vom nordgermanischen Hrothrekr („berühmter Herrscher“, moderne Form Roderich) abstammt, Fürst von West Breifne, im nordwestlichen Connacht. O’Rourke ist eine Anglisierung des irischen Ó Ruairc bzw. in älterer Schreibung Ó Ruadhraic und bedeutet „Enkel/Nachfahr des Ruadhrac“. Nach ihm nannten sich, in verschiedenen Schreibweisen, die Nachkommen O’Rourke. Ein Enkelsohn dieses Ruarcs mit Namen Feargal wurde König von Connacht († 967). Sein Nachkomme war Tiernan O’Rourke, Fürst von West Breifne, der in der irischen Geschichte durch die Fehde mit Diarmuid Mac Murchadha Caomhánach, dem König von Leinster in die Geschichtsbücher einging.
Ihm folgten als Könige von Breifne: Aedh (1014), Art Oirdnidhe (1046), Niall (1047), Ualgard (1085), Tighernán, Domnall (1102), Fergal (1157), Domnall (1207), Art (1210), Amlaib (1258), Domnall Carrach (1311), Ualgard Mór (1346), Tighernán Mór (1418). Tiernans Sohn Tadhg (1435) war der letzte unabhängige Fürst von West Breifne, seine Nachfolger Eóghan (1528), Brian Ballach Mór (1562) und Brian na Múrtha (O’Rourke of Dromahair) (1591) nannten sich Lords of West Breifne.
Das Geschlecht O’Rourke teilte sich zwischen dem 13. bis 16. Jahrhundert in folgende Clans MacTiernan of Corradh, O’Rourke of Carrha, O’Rourke of Dromahair, O’Rourke of Cloncorick, MacLochlainn, MacMuiredaigh, MacTigernain na Buanaide, MacMail Sechlainn na Crannoige, MacNeill und Mac Cahal Reagh auf. Im Jahr 1458 wurde durch Eogan MacLochlainn Ó Ruairc der Clan O’Rourke of Colncorick gegründet. Mehrere dieser Clanmitglieder verließen in den kriegerischen Auseinandersetzungen zwischen Irland und England im 16. Jahrhundert Irland, sie zogen nach Schottland und Frankreich. Als der englische König Jakob II. 1688 nach Frankreich in das Exil zog, zogen auch Clanmitglieder der O’Rourke mit ihm, hierzu gehörte Sir Brian O’Rourke und dessen Sohn Owen O’Rourke of Cloncorick, der 1727 in Irland zum Baron und 1731 zum Viscount of Breffney ernannt worden war. Dessen Söhne John († 1786 in London) und Cornelius (* 1736; † 1800 in Dorpat), wechselten dann 1760 von der französischen Seite in den schottischen Dienst. Graf John nahm 1762 als schottischer Kapitän seinen Abschied, war später Kammerherr des Königs von Polen und starb 1786 in London. Sein Bruder Cornelius setzte seine militärische Laufbahn in der kaiserlich-russischen Armee fort und starb 1800 als Generalmajor und Kommandant von Dorpat in Livland. Zwei seiner Söhne wurden die Gründer der livländischen (Evangelisch-lutherische Kirchen|ev.-luth.) und polnischen (r.k.) Linie. Die livländische wird durch Georg Moritz Graf O’Rourke (1770–1818) und die polnische Linie von Joseph Graf O’Rourke (1772–1849) angeführt. Die sieben Söhne des Grafen Georg Moritz wurden 1818 unter der Registrierungsnummer 343 in die Livländische Ritterschaft immatrikuliert und erhielten das livländische Indigenat.
Mit dem Ukas des Heroldiedepartements vom 1. April 1847 und dem von allerhöchster Stelle bestätigtem Reichsgutachten vom 24. November 1848 wurde der Grafentitel der O’Rouke in Russland geführt und anerkannt.

### Emigranten in den Vereinigten Staaten
Zwischen 1820 und 1860 emigrierten aus Irland   unter anderen Maurice O’Rourke (* 1830), James O’Rouke (* 1822), Dennis O’Rouke (* 1820), Lawrence O’Rourke (* 1800), Michael O’Rourke (* 1814), William O’Rourke (* 1798), James Owen Rourk (* 1815), John E. Rourk (* 1840), John O’Rourke (* 1801) und Michael O’Rourk (* 1799) in die Vereinigten Staaten von Amerika.

## Die irischen Vorfahren

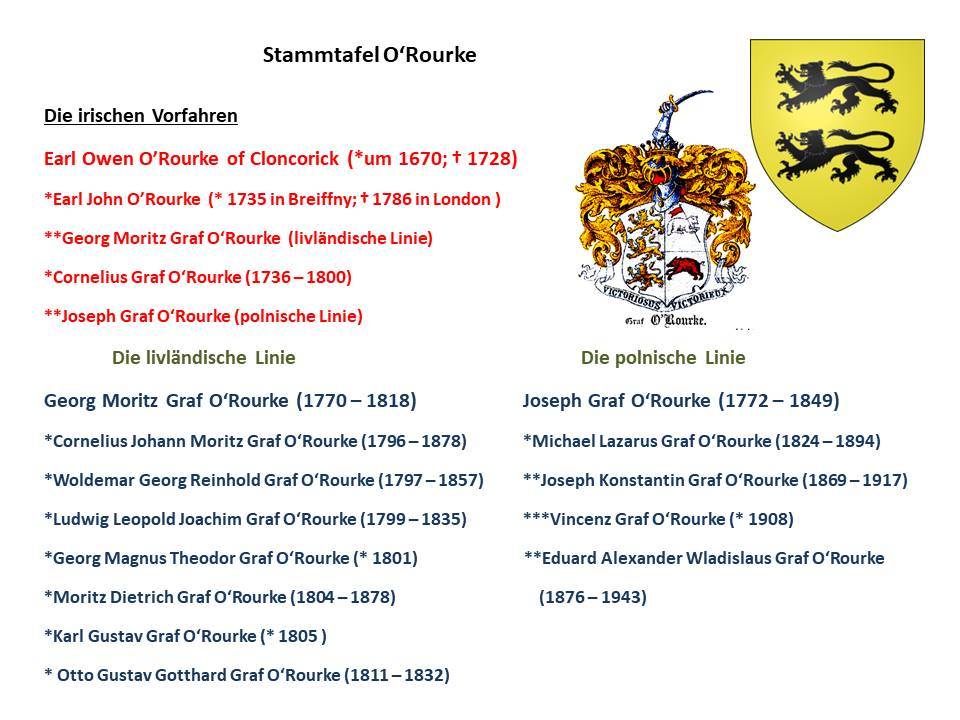
Stammtafel O’Rourke

Owen Earl (Graf) O’Rourke (* um 1600)
- Earl Shane Oge O’Rourke (* um 1620; † in Cloncorick, County Leitrim, Irland)
  - Earl Brian MacShane Og O’Rourke (* um 1680)
    - Earl Owen O’Rourke of Cloncorick (* um 1670; † 1728)
      - Earl John O’Rourke (* 1735 in Breiffny; † 1786 in London), schottischer Gardekapitän in Frankreich, 1760 russ. Kavalleriemajor, polnischer Kammerherr
        - Cornelius Earl O’Rourke (* 1736 in Leitrim, Irland; † 1800 in Dorpat, Livland), 1760 in russischen Diensten, Generalmajor, Kommandant von Dorpat
          - Georg Moritz Graf O’Rourke (Livländische Linie)
          - Joseph Graf O’Rourke (Polnische Linie)

## Livländische Linie
Georg Moritz Graf O’Rourke (auch: „Earl George O’Rourke“; 1770 – 1818), Major in der kaiserlich-russischen Armee, Pfandbesitzer von Wiera und Perrist ⚭ Juliana Johanna von Grünewaldt (1778–1808), er und seine sieben Söhne werden in die Livländische Ritterschaft immatrikuliert
- Cornelius Johann Moritz Graf O’Rourke (* 1796 in Puka; † 1878 in Dorpat), Gardekapitän in der kaiserlich-russischen Armee ⚭ Dorothea Freiin von Bühler (1796 – 1880)
  - Eugen Karl Ludwig Graf O’Rourke (russisch: Евгений Корнильевич гр. О'Рурк; * 1823 in Affel[11]; † 1904 in Dorpat), Generalmajor in der kaiserlich-russischen Armee
  - Richard Johann Wilhelm Graf O’Rourke (Ричард Корнильевич гр. О'Рурк; * 1827 in Mekshof; 1889 in Dorpat), Stabskapitän in der kaiserlich-russischen Armee
  - Rudolph Friedrich Bernhard Graf O’Rourke (Рудольф Корнильевич гр. О'Рурк; * 1830 in Affel; † 1885 in Dorpat), Generalmajor in der kaiserlich-russischen Armee
- Woldemar Georg Reinhold Graf O’Rourke (* 1797 in Enge; † 1857 in Dubno, Ukraine), Generalmajor in der kaiserlich-russischen Armee ⚭ Flora Gostyńska z Gostynek (* um 1800)
- Ludwig Leopold Joachim Graf O’Rourke (* 1799 in Uddafer; † 1835 in Odessa), Oberst in der russischen
- Georg Magnus Theodor Graf O’Rourke (* 1801 in Enge; † in Sankt Petersburg), Page am russischen Zarenhof
- Moritz Dietrich Graf O’Rourke (Маврикий Егорович гр. О'Рурк; * 1804 in Kähri, (Gemeinde Puka), Livland; † 1878 in Mirgorod, Ukraine), Kreisadelsmarschall, Oberstleutnant in der kaiserlich-russischen Armee ⚭ Aleksandra Anna Rateeva (1812 – 1851)
  - Waldemar Graf O’Rouke (* 1832; † 1917 in Mirgorod), Mitglied im russischen Staatsrat
  - Nikolai Moritsewitsch Graf O’Rourke (Николай Морицевич граф О'Рурк; * 1834; † 1916 in Kiew), russischer Offizier ⚭ 1) Sofia Ghika (1841–1864) 2) Katarina (1850 – 1905); 2 Söhne
  - Hippolit Graf O’Rourke (* 1838; † 1918 in Charkiw), Generalmajor in der kaiserlich-russischen Armee ⚭ Sofia Popov (1844 – 1928)
- Karl Gustav Graf O’Rourke (* 1805 in Wiera), russischer Kornett
- Otto Gustav Gotthard Graf O’Rourke (* 1811 in Perrist; † um 1832), russischer Kadett

## Die polnische Linie
Joseph Cornelius O’Rourke (* 1772 in Dorpat, Livland; † 1849 in Minsk), General der Kavallerie
- Alexander Patrik Felician Cornelius Theophil O’Rourke (* 1821 in Wsielub; † 1886 in Wsielub), russischer Rittmeister
  - Karl Marian Alexander O’Rourke (auch: „O’Rourke of Cloncorrick“; * 1861 in Wsielub; † 1946 in Warschau), Päpstlicher Kammerherr
- Patrik Anton O’Rourke (1823–1891), russischer Leutnant
  - Evarist O’Rourke (* 1864 in Mirgorod; † 1918 ermordet)
- Michael Lazarus O’Rourke (* 1824 in Wsielub; † 1894 in Basin (Masowien), Polen), russischer Leutnant z.S.
  - Joseph Konstantin O’Rourke (* 1869 in Basin; † 1917 in Sankt Petersburg), Bankdirektor
    - Vincenz O’Rourke (* 1908), Diplomingenieur

  - Eduard Alexander Wladislaw O’Rourke (* 1876 in Basin; † 1943 in Rom), 1918 Bischof von Riga, 1925 Bischof von Danzig
- Nikolaus Stephan O’Rourke (1825 – 1874)

## Wappen
Die Wappengeschichte der O’Rourke weist auf mehrere Wappen hin:

Stammwappen O’Rourke
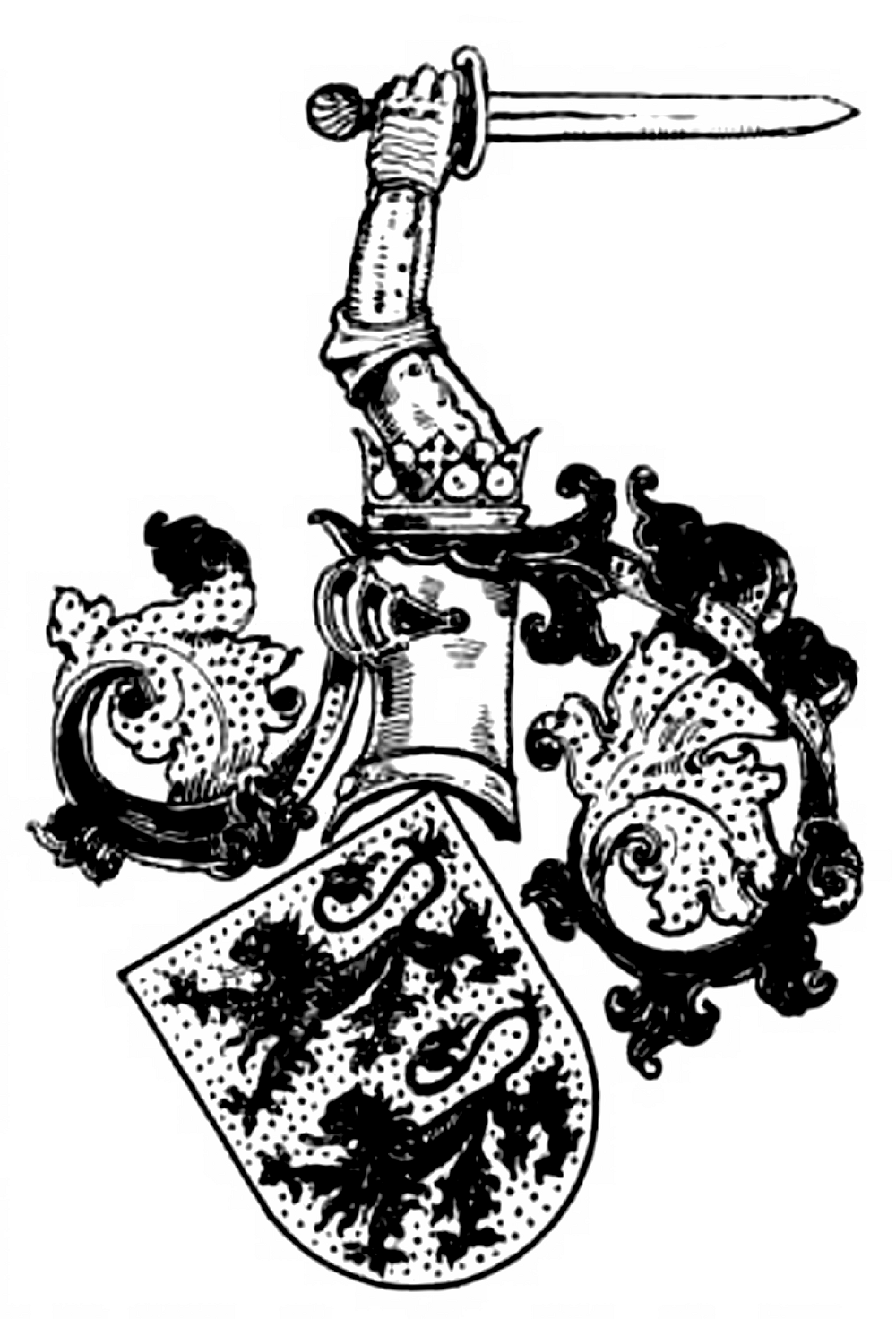
Stammwappen im Handbuch der livländischen Ritterschaft
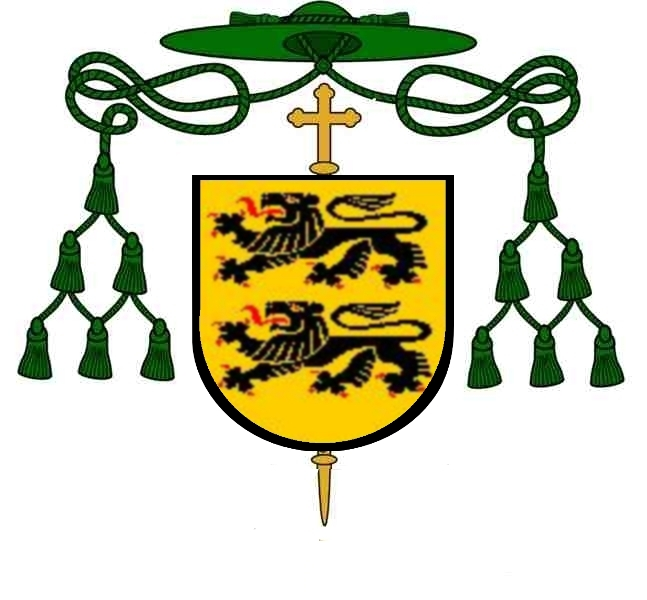
Bischofswappen
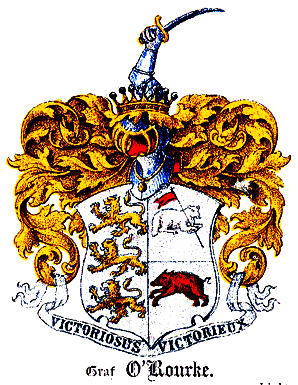
Grafenwappen im baltischen Wappenbuch
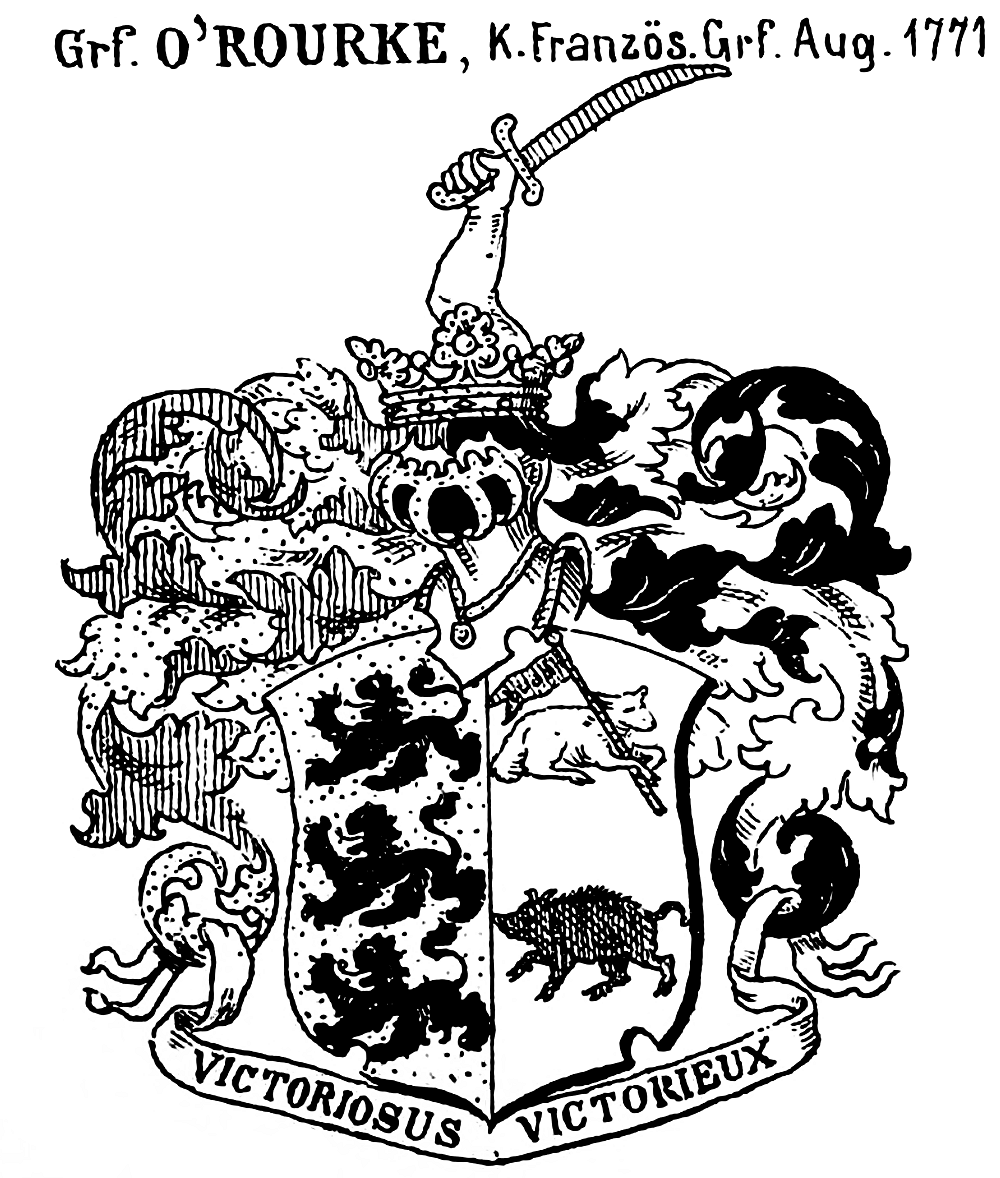
Grafenwappen in Siebmachers Wappenbuch
Flagge von Connaught

### Stammwappen
Das Stammwappen zeigt ein goldenes Wappenschild mit zwei übereinander angeordneten schwarzen Löwen.
Eine andere Variante ist ein goldenes Schild mit zwei schwarzen Löwen übereinander. Die Helmzier zeigt eine Krone aus der ein geharnischter Arm mit einem Dolch hervorgeht. Die Helmdecke ist rot-silber, darüber als Kriegsgeschrei  „Buagh“ (für „Victory“ = „Sieg“), am Fuße des Schildes der Leitspruch „serviendo guberno“(englisch: I rule by serving; deutsch: Ich herrsche durch Dienen).

### Grafenwappen
1. Dieses Wappen wird auch im „Ermerin noblesse titrée“[15] beschrieben: Ein silbernes gespaltenes und hinten geteiltes Schild, vorne drei goldene Löwen übereinander, hinten oben ein linksgerichtetes Gotteslamm mit roter Fahne, unten ein springender roter Eber. Die Helmzier besteht aus einer Grafenkrone und einem geharnischten Arm[16] mit goldenen geriffelten Säbel. Die Helmdecke ist golden und unter dem Schild der Wahlspruch: Victoriosus – victorieux! („siegreich“). Dieses, als unheraldisch bezeichnete, Wappen[17] ist auch 1818 bei der Livländischen Ritterschaft angemeldet und wird in deren Ritterhaus aufbewahrt.
2. In Siebmachers Wappenbuch von 1898 wird das gräfliche Wappen von 1771 blasoniert: Schild von Gold und Silber gespalten. Vorn übereinanderschreitend drei schwarze Löwen, hinten oben linksgekehrt ruhend ein naturfabenes Lamm, am goldenen Kugelstab ein zweizipfligesrotes Fähnlein mit der Inschrift: buadh schrägrechts mit der Vorderpfote haltend, unten, nach rechts schreitend, ein naturfarbener Eber. Helm (gekrönt mit siebenperliger Krone) wachsend ein säbelschwingender nackter Unterarm. Decken rothgolden-schwarzsilbern. Devise: Victoriosus Victorieux in schwarzer Lapidarschrift auf silbernem Bande.

### Bischofswappen
Das für Bischöfe übliche Wappen in der kirchlichen Heraldik ist mit einem grünen Hut und 20 Quasten versehen, die über dem Wappenschild stehen. In diesem Falle trug der Bischof von Riga das Stammwappen der O’Rourke mit den kirchlichen Symbolen.